# Tannia

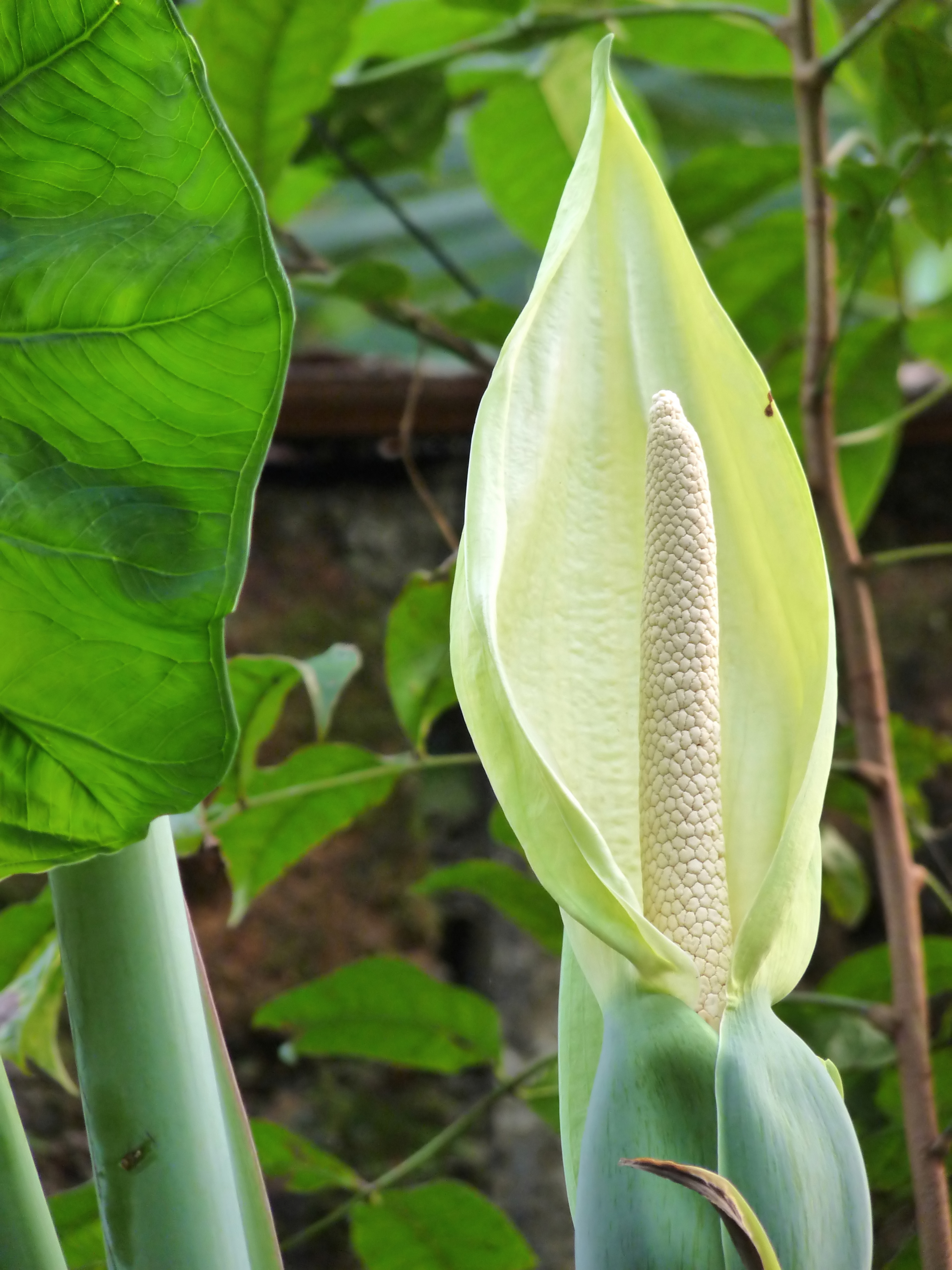
Tannia (Xanthosoma sagittifolium)

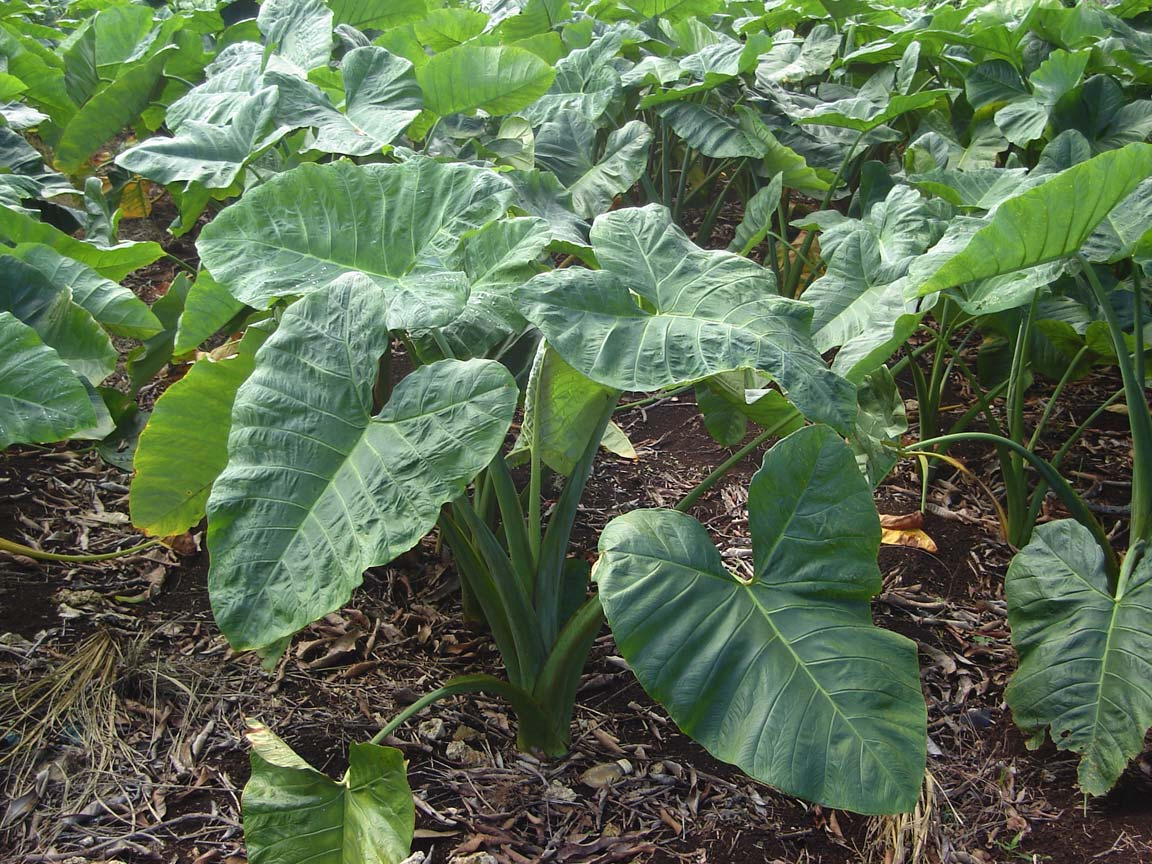
Habitus

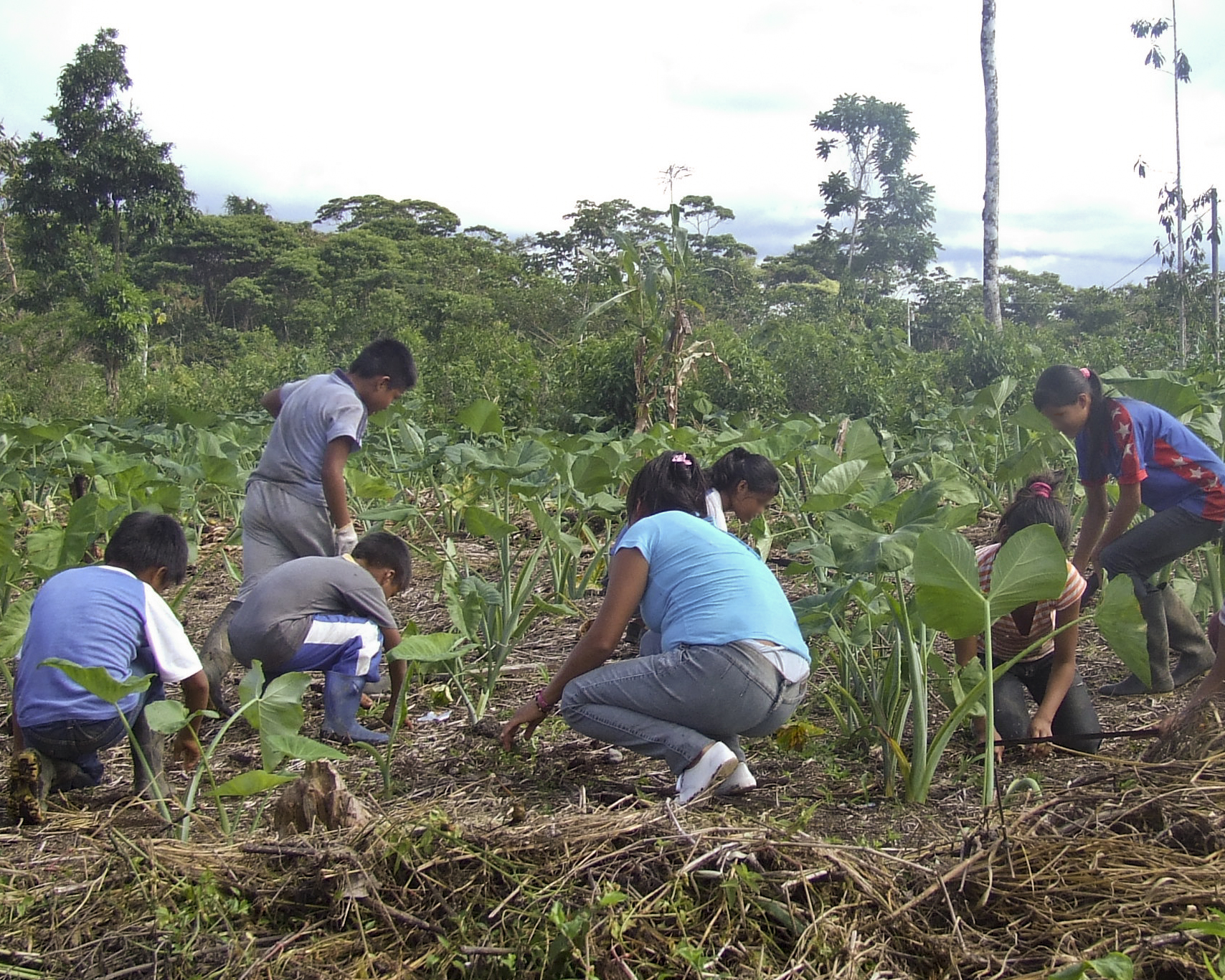
Shuar-Frauen und -Kinder im Bergregenwald von Ecuador kultivieren ein geschwendetes Feld mit Tannia (genannt „Papa china“). Vermutlich vergraben sie gerade Teile der Wurzelballen (Kormus) dieser Nahrungspflanze.

Tannia (Xanthosoma sagittifolium), auch Tania oder Malanga genannt, ist eine Pflanzenart aus der Familie der Aronstabgewächse (Araceae). Diese tropische Nutzpflanze ist ein wichtiger Stärkelieferant.

## Beschreibung
Blütenstände werden in Kultur nur selten gebildet, die Vermehrung erfolgt überwiegend vegetativ.

### Vegetative Merkmale
Tannia ist eine ausdauernde krautige Pflanze und erreicht Wuchshöhen von 2 bis 2,5 Metern. Die Vegetationszeit dauert neun bis elf Monate, dann vertrocknen die Laubblätter und es kann geerntet werden. Das glatte, knollige Rhizom ist flaschenförmig und bis zu 25 cm lang. Der lange Blattstiel ist gerippt und an der Basis eingelenkt. Das Laubblatt sind in Blattstiel und Blattspreite gegliedert. Die einfache Blattspreite ist pfeilförmig mit herzförmigem Grund.

### Generative Merkmale
Xanthosoma sagittifolium ist einhäusig getrenntgeschlechtig (monözisch). Der Blütenstand steht auf einem langen, unbeblätterten Blütenstandsschaft. Der für Araceae typische Blütenstand besteht aus einer Spatha und einem Kolben (Spadix). Die weiße Spatha ist mit 12 bis 15 cm etwas größer als der Spadix. Im Kolben (Spadix) befinden sich im unteren Bereich weibliche, im mittleren Bereich sterile und im oberen Bereich männliche Blüten. Es werden nur wenige Samen gebildet.

### Chromosomenzahl
Die Chromosomenzahl beträgt 2n = 26.

## Verbreitung
Xanthosoma sagittifolium stammt ursprünglich aus dem tropischen Amerika und der Karibik und wird heute überall in den Tropen angebaut.
Sie kommt ursprünglich vor in Costa Rica, Panama, Kolumbien, Ecuador, Venezuela, Peru und Brasilien. Spanier und Portugiesen brachten Xanthosoma sagittifolium schon früh nach Europa und sie wurde in der Mitte des 19. Jahrhunderts nach Westafrika eingeführt. Eine wirtschaftliche Bedeutung hat Xanthosoma sagittifolium heute in der Karibik, in Zentral- und Südamerika, in Westafrika und in den tropischen Gebieten Asiens. Größte Produzenten (2014) sind Kuba, Nicaragua und Venezuela.

## Inhaltsstoffe
Die Knollen enthalten bis zu 25 % Stärke sowie Eiweiß. Sie sind reich an Provitamin A, zudem enthalten sie Vitamin C sowie Spuren von Fett.
Wie viele Arten der Aronstabgewächse enthält auch Tannia in allen Pflanzenteilen Calciumoxalat, einen Stoff, der schleimhautreizend wirkt. Die kristallinen Ablagerungen werden auch als Kristallsand bezeichnet. Beim Verzehr kann Calciumoxalat ein Kratzen im Mund und im Hals verursachen, teilweise führt der Verzehr auch zu Verdauungsstörungen. Bei Tannia ist der Stoff so aggressiv, dass er bei der Ernte schmerzhafte Brennreizungen der Schleimhäute hervorrufen kann.
Beim Kochen lösen sich die Stoffe aber und gehen in das Kochwasser über. Speisen und Produkte aus Tannia werden als qualitativ hochwertiger angesehen als die aus Taro.

## Verwendung
Die Rhizomknollen (Tiquisque-Knolle) dieser tropischen Nutzpflanze werden als Stärkelieferant genutzt. Tannia ist nahe mit Taro verwandt und wird ähnlich wie dieser verwendet, ist aber besser an Trockenheit angepasst. Der Anbau erfolgt meist für die Eigenversorgung. Außer der Art Xanthosoma sagittifolium werden mitunter die beiden Arten Xanthosoma atrovirens und Xanthosoma nigrum als Tannia bezeichnet und gleichermaßen genutzt.
Die Ernte erfolgt rund 12 Monate nach dem Auspflanzen der Knollen. Die Erträge können 18 bis 20 Tonnen pro Hektar erreichen. Die Weltjahresernte wird auf vier bis sechs Millionen Tonnen geschätzt.
Bei Tannia dienen nur die kleineren Nebenknollen dem menschlichen Verzehr, die Hauptknollen werden ausschließlich als Viehfutter, meist in der Schweinezucht, verwendet. Nach dem Schälen werden die Knollen in Salzwasser gekocht. Wegen des Gehalts an Calciumoxalat muss das Kochwasser mehrfach gewechselt werden. Weiter kann Tannia durch Grillen, Backen oder Frittieren zubereitet und ähnlich vielseitig wie Kartoffeln verwendet werden. Zur Mehlherstellung werden die in Scheiben geschnittenen Knollen in der Sonne getrocknet. Aus dem gewonnenen Stärkemehl werden Brot und anderen Backwaren hergestellt. Außerdem eignet sich die Knolle wegen des hohen Stärkeanteils zur Herstellung alkoholischer Getränke und von Breien (Fufu in Afrika sowie Poi in Hawaii).
Als Karibenkohl werden die jungen Blätter und Blattstiele in den Anbauländern als Gemüse verwendet. Auch bei dieser Zubereitung muss das Kochwasser mehrfach gewechselt werden. In Brasilien als Taioba bekannt, werden die Blätter, nach Entfernen der Blattstiele, klein geschnitten und in der Pfanne mit Öl und Zwiebel sowie Knoblauch und Salz gebraten, bis sie etwa das Aussehen von Spinat bekommen haben, und dann als Beilage zu Fleischspeisen serviert.

## Systematik
Diese Art wurde 1753 als Arum sagittifolium durch Carl von Linné in Species Plantarum 2, S. 966 erstveröffentlicht, dort „sagittaefolium“ geschrieben. Heinrich Wilhelm Schott stellte 1832 in Meletemata Botanica, Seite 19 die Gattung Xanthosoma mit der Art Xanthosoma sagittifolium auf. Xanthosoma sagittifolium wurde später nochmals Frederik Michael Liebmann in Videnskabelige Meddelelser fra Dansk Naturhistorisk Forening i Kjøbenhavn, 1849, 15 von und Karl Heinrich Koch in Index Seminum [Berlin], App. 2, 1854 veröffentlicht. Ein weiteres Synonym für Xanthosoma sagittifolium (L.) Schott ist Caladium sagittifolium (L.) Vent.
An allen Kulturformen sind außer Xanthosoma sagittifolium auch eine oder mehrere der folgenden Arten Xanthosoma atrovirens, Xanthosoma caracu, Xanthosoma nigrum und vielleicht Xanthosoma violaceum beteiligt, trotzdem werden bis zur Klärung der genauen Genetik der Sorten alle Xanthosoma sagittifolium genannt.

## Name
Die Bezeichnung „Tannia“ ist eine Umbildung aus dem karibischen Namen für das Nahrungsmittel „taia“. Eine häufige andere Bezeichnung ist „malanga“. International bekannt ist sie als „yautia“ und „new cocoyam“.